# Карнавал де Сан Пабло
Карнавал де Сан Пабло — карнавал Святого Павла, который проводится в регионе Куско, в Перу. 24 сентября 2010 года Перуанским национальным институтом культуры фестиваль был объявлен национальным культурным наследием в Перу.
Данный карнавал длится восемь дней (с воскресенья по воскресенье), в 2013 году проводился с 10 по 17 февраля.
Каждый день проводится различные мероприятия, то карнавальное шествие в национальных костюмах, то игры с шариками, заполненными водой и красками, где обливают друг друга. Жители устраивают представления, поют на родном языке кечуа, танцуют в ритме уайно, концерты для бандуррии. Во время проведения карнавала местные жители угощают туристов местной едой.